# Per-Olof Wärring
Per-Olof "PeO" Wärring, född 19 april 1958 i Helsingborgs Maria församling, är en svensk publicist. 

## Biografi
PeO Wärring inledde sin journalistiska bana efter journaliststudier 1984 med olika arbeten på Helsingborgs Dagblad, Sydsvenska Dagbladet och Nordvästra Skånes Tidningar. 1987 anställdes PeO Wärring för att starta endagarstidningen Morgonposten i Göteborg, en tidning inriktad på samhälle och näringsliv. Denna tidning var Wärring även chefredaktör och ansvarig utgivare för. 1990 tillträdde Wärring tjänsten som chefredaktör och ansvarig utgivare för Norrbottens-Kuriren i Luleå. 1999 blev Wärring chefredaktör och ansvarig utgivare för Eskilstuna-Kuriren. PeO Wärring har också varit vice ordförande för Tidningsutgivarna (TU).
I januari 2015 utsågs Wärring till publicistisk chef för EK-koncernen och Sörmlands Media AB och tillträdde arbetet som huvudredaktör och ansvarig utgivare för Eskilstuna-Kuriren, SN (Södermanlands Nyheter) och Katrineholms-Kuriren. Han lämnade dock EK-koncernen senare under 2015.
Från mars 2016 var Wärring istället lärare och gästforskare vid Södertörns högskola.